# NGC 91
NGC 91 è una stella di magnitudine 14,4 situata nella costellazione di Andromeda, a sudovest della galassia a spirale barrata NGC 90.
La stella è stata scoperta nel 1866 dall'astronomo Herman Schultz. Ci sono state diverse discussioni sulla data e l'autore della scoperta, perché alcune delle prime descrizioni (R.J. Mitchell il 26 ottobre 1854, Heinrich Louis d'Arrest il 5 ottobre 1864 e Guillaume Bigourdan il 15 novembre 1884) sembrano in realtà riferirsi alla posizione della galassia NGC 90. Successive osservazioni (Herman Schultz) hanno però confermato l'esistenza della stella, situata prospetticamente non lontano dalla predetta galassia a spirale.